# Kulstofkredsløb
Kulstofkredsløbet eller carbon-kredsløbet er det kemiske/biokemiske kredsløb, gennem hvilket kulstof bliver udvekslet.
Kredsløbet ses normalt som fire hovedreservoirer af kulstof forbundet gennem udveksling. Reservoirerne er:
- Atmosfæren
- Den terrestriske biosfære (som normalt inkluderer ferskvandssystemer og ikke-levende organisk materiale)
- Oceanerne (som inkluderer opløst uorganisk kulstof samt levende og ikke-levende marine biota)
- Sediment (som inkluderer fossilt materiale).

Den årlige kulstofcyklus udveksler kulstof mellem reservoirerne og det sker ved diverse kemiske, fysiske, geologiske og biologiske processer. Havet indeholder den største aktive mængde af kulstof nær overfladen af jorden, men dybhavsdelen af dette reservoir udveksler kun langsomt med atmosfæren.
Det globale kulstofsbudget er balancen mellem udvekslinger af kulstof mellem kulstofsreservoirer eller mellem en specifik løkke (f.eks. atmosfære – biosfære) af kulstofskredsløbet. Et studie af kulstofbudgettet i et bestemt reservoir, kan fastslå om denne virker som en kilde eller dræn for kuldioxid. Siden starten af den industrielle tidsalder er balancen mellem kulstofreservoirerne ændret ved forbrænding af fossile brændstoffer resulterende i den globale opvarmning. At bringe balancen tilbage er en stor videnskabelig og teknologisk udfordring.

## Kulstof i atmosfæren
I Jordens atmosfære er kulstof primært kemisk bundet som gassen kuldioxid (CO2). Selvom kulstof kun er en ganske lille del af atmosfæren (ca. 0,03% på molær basis), spiller det en vigtig rolle for livet på jorden. Andre gasser i atmosfæren, der indeholder kulstof er metan og CFC-gasser (den sidste er kunstig). Disse er alle drivhusgasser hvis koncentration i atmosfæren har været stigende i de sidste årtier, og medvirkende til den globale opvarmning.
Kulstof forsvinder fra atmosfæren på flere forskellige måder:
- Når solen skinner, udfører planter fotosyntese, som binder kulstoffet i kuldioxid til kulhydrater, og frigør ilt i processen. Denne proces er mest aktivt i relative nye skove, hvor trævæksten er hurtig.[2][3] Samlet omdanner fotosyntesen på landjorden og i hydrosfæren i alt 100-115 GtC (gigaton kulstof) om året til biomasse.[4]

- Ved overfladen af havene nær polerne. Her bliver havvand koldere og CO2 absorberes nemmere – især når vandet oppiskes af vind. Dette er koblet til havenes store transportbånd (eller Den termohaline cirkulation), som transporterer overfladevand til dybhavet.
- (Ferskvands-)vådområder[5]
- I den øvre del af oceanerne, hvor organismer lever, dannes stof indeholdende reduceret kulstof, og de former også kalkskaller og andre hårde kropsdele. Disse er respektive oxideret og genopløst dybere i oceanet, end det niveau de blev dannet ved, dette resultere i et nedadgående strøm af kulstof (Se den biologiske pumpe).[6]
- Udvanding af silikater. Ulig de to andre processer, flytter kulstoffet ikke til et reservoir, hvor det hurtigt kan returnere til atmosfæren. Udvandingen af kalksten har ingen effekt på atmosfærisk CO2, fordi bicarbonat-ionerne som bliver produceret, bliver ført ud i havet, hvor det bliver brugt i marine processer med den omvendte virkning.

Kulstof kan blive frigivet tilbage til atmosfæren på flere forskellige måder:
- Gennem respiration fra planter og dyr. Dette er en exotermisk reaktion, og involverer forbrændingen af glucose (eller andre organiske molekyler) til kuldioxid og vand.
- Gennem forrådnelse af dyre- og plantemateriale. Svampe og bakterier nedbryder de organiske materialer i døde dyr og planter, og omformer disse om til kulstof i kuldioxid hvis der er ilt tilstede, eller til metan hvis ikke.
- Gennem afbrænding af organisk materiale, dette oxiderer det kulstof der er tilstede og producerer kuldioxid (og andre stoffer, såsom røg og partikler). Afbrænding af fossile brændstoffer såsom kul, olie og naturgas frigør kulstof som har været lagret i geosfæren i millioner af år. Dette er hovedårsagen til det stigende niveau af atmosfærisk kuldioxid.
- Produktionen af cement. En af komponenterne, produceres ved at opvarme kalksten, som producerer en ikke ubetydelig del kuldioxid.
- Ved havoverfladen hvor vand bliver varmere, frigøres opløst kuldioxid tilbage til atmosfæren.
- Vulkaner frigør gasser til atmosfæren, blandt disse gasser er vanddamp, kuldioxid og svovldioxid. Kuldioxiden som bliver frigjort svarer groft set til det mængde, som bliver fjernet ved udvaskning af silikater – så de to processer, som er kemisk omvendte, summerer til rundt regnet nul, og påvirker således ikke niveauet af atmosfærisk kuldioxid, inden for tidskalaer på mindre en 100.000 år.

## Kulstof i de levende og døde organismer
Der er omkring 1900 gigaton kulstof lagret i de levende organismer på landjorden. Kulstof er en essentiel del af livet på jorden. Det spiller en vigtig rolle i strukturen, biokemien og næringen af alle levende celler. Og livet spiller en vigtig rolle i kulstofkredsløbet:
- Autotrofer er organismer der producerer deres egne organiske komponenter gennem kuldioxid fra luften eller det vand hvori de lever. For at gære dette benytter de en ekstern energikilde. Næsten alle autotroper benytter solen til dette, og denne produktionsproces kaldes fotosyntese. En lille mængde autotrofer udnytter kemiske energikilder, dette kaldes kemosyntese. Den for kulstofkredsløbets vigtigste autotrof er træer i skove på land samt phytoplankton i havene. Fotosyntese benytter følgende kemiske reaktion: 6CO2 + 6H2O → C6H12O6 + 6O2
- Kulstof bliver udvekslet mellem de levende organismer ved at heterotrofer spiser andre organismer, eller dele heraf (f.eks. frugt). Dette inkluderer optagelse af dødt organisk materiale (detritus) af svampe og bakterier i gæring eller forrådnelse.
- Det meste kulstof forlader de levende organismer gennem respiration. Når ilt er tilstede, opstår aerob respiration, som frigiver kuldioxid til den omgivende atmosfære eller vand. Dette sker gennem den kemiske reaktion C6H12O6 + 6O2 → 6CO2 + 6H2O. Ellers indtræder anaerob respiration som frigiver metan til det omgivende miljø, som ender i atmosfæren eller hydrosfæren. (f.eks. som sumpgas).
- Afbrænding af biomasse (f.eks. skovbrande, brænde brugt til varme, eller andet organisk materiale) kan også overføre større mængder af kulstof til atmosfæren.
- Kulstof kan også forlade de levende organismer når dødt organisk materiale bliver inkorporeret i geosfæren. Mere specifikt, kan kalkskaller fra dyr lavet af kalcium karbonat ende op som kalksten gennem sedimentering.
- Der er stadigt meget at lære om kulstofcykler i den dybe del af havet. For eksempel har nye opdagelser vist at fisk og krebsdyr (f.eks. lysfisk). der om dagen opholder sig i dybhavet, kommer op om natten for at æde plankton, denne transport af kulstof ud af havenes øvre lag, kan virke som en "ekspreselevator" i transporten af kulstof til dybhavet.[7]

Kulstofs lagret i biosfæren er påvirket af en lang række processer på flere tidskalaer: mens den primære produktivitet følger en daglig eller årstids cyklus, kan kulstof også blive lagret i flere hundreder af år i træer og i meget lange tidsrum i jorden som fossile brændstoffer. Ændringer i disse langtidslagre (f.eks. gennem skovrydning eller gennem temperaturbaserede ændringer af jordbunden) kan derfor direkte påvirke den globale opvarmning.

## Kulstof i havene
Havene indeholder cirka 36000 gigaton kulstof, for det meste i form af bikarbonat ioner. Uorganisk kulstof, er kulstof som ikke har nogen kulstof-kulstof eller kulstof-brint bindinger, og er vigtig med hensyn til dets reaktioner i vandet. Denne kulstof udveksling er vigtig ved at kontrollere pH-værdien i havene. Kulstof bliver hurtigt udvekslet mellem atmosfæren og havene. I områder med upwelling, bliver kulstof frigivet til atmosfæren. Og i områder med nedsynkning (downwelling, se Grønlandspumpen) overføres kulstof (CO2) fra atmosfæren til havene. Når CO2 reagerer omgående med vandet, dannes kulsyre (H2CO3):
CO2 + H2O ⇿ H2CO3
Kulsyre spalter til en hydron (H+ og en bicarbonat-ion (HCO3−)
H2CO3 ⇿ H+ + HCO3−
Bicarbonat-ionen spalter igen til en hydron (H+ og en carbonat-ion (CO32−)
HCO3− ⇿ H+ + CO32−
Disse reaktioner er reversible dvs. der indstiller sig en ligevægt, som resulterer i denne fordeling af kulstoffet: CO2 1%, HCO3− 92% og CO32− 7%. pH-sænkningen eller forsuringen som følge af den øgede mængde CO2 vil medføre at ligevægtene forskydes, således at der bliver mindre carbonat for de kalkdannende havorganismer. Forsuringen forventes således at spille en stor rolle for kalkdannende koraller, kalkflagellater (nanoplankton), foraminiferer, pighuder, krebsdyr og bløddyr. Dette kaldes også det andet kuldioxidproblem.

## Kulstof i "dødens søer"
I tre søer i Afrika er der en meget høj koncentration af kuldioxid. Det drejer sig om Kivusøen, Nyossøen og Monounsøen der alle ligger i vulkanske områder, hvor vulkansk aktivitet frigør kuldioxid fra underliggende magma. I Kivusøen er der desuden koncentreret store mængder metan fra nedbrydning af organisk materiale. Begge gasser udgør en potentiel fare for omkringboende ved udslip. Der er dokumenteret to fatale udslip i 1984 og 1986, formentlig forårsaget af jordskred i forbindelse med vulkanudbrud eller jordskælv.